# Frank Rasmussen
Frank Rasmussen er en dansk serie-iværksætter. Han stod oprindelig bag internetudbyderen Image Scandinavia (som efter flere opkøb senere var ejet af Tele2), netværksudstyrsproducenten ZyXELs danske distribution (i dag ejet af ZyXEL selv), mobiltelefonselskabet Telmore (solgt til TDC), telefonselskabet Bibob (solgt til Telenor Danmark) og mobiltelefonselskabet Justfone som inden det fik sin første kunde ligeledes blev solgt til TDC.
Frank Rasmussen er en af Danmarks mest kendte serie-iværksættere og har stiftet otte it- og teleselskaber i alt og var på Computerworlds liste over 20 rigeste it-folk fra 2006. På listen lå Frank Rasmussen som nr. 14 med godt 150 millioner kroner.

## Mobiltelefonselskaberne

### Telmore - 2000
Telmore var Franks første mobiltelefonselskab og blev stiftet i 2000 af Frank Rasmussen med hovedsæde i Roskilde og var det første danske teleselskab der kun fandtes online.
I 2003 købte TDC 20% af selskabets aktier inden de året efter i 2004 opkøbte de resterende aktier. Telmore var i 2010 Danmarks største online telefonselskab med over 700.000 mobilkunder.

### BiBoB - 2007
I 2007 stiftede Frank et dansk lavpris mobilteleselskab som også var et kun online teleselskab, på selve lanceringsdagen i oktober 2007 tilmeldte over 5.000 kunder sig til BiBoB og i januar 2008 var antallet af kunder over 30.000.
Selskabet blev i maj 2009 solgt til Telenor og havde på daværende tidspunkt flere end 69.000 kunder, og BiBoB forsatte efter salget som et selvstændigt selskab frem til februar 2016, hvor Telenor flyttede kunderne ind under Telenor.

### Justfone & CubeIO - 2013
Justfone var endnu et mobiltelefoniselskab der blev delvist solgt i marts 2014 til TDC uden at have en eneste kunde på daværende tidspunkt, TDC købte en del af Justfone og skød yderligere millioner i selskabet grundet de mange idéer og funktionaliteter i systemerne der var udviklet i selskabet.
Resten af Justfone blev i slutningen af 2016 solgt helt til TDC, og alle kunderne skulle over i Fullrate Erhverv, mens Frank for første gang fulgte med salget af en virksomhed. Selskabet blev nu kaldt CubeIO og var en SaaS løsning til telebranchen og TDC har efterfølgende taget teknologien i brug i flere af deres selskaber

## Hopper
I maj 2018 blev det annonceret at Frank Rasmussen indtrådte som administrerende direktør i Hopper, endnu en trafikalarm der skulle give danskerne mulighed for at blive varslet om trafikakutelle beskeder, herunder uheld og fartkontroller og konkurrerede direkte mod Saphe Trafikalarm.
Selskabet Hopper var ejet af Ib Kunøe og I den forbindelse stoppede han som direktør i CubeIO.
Netop Saphe og Hopper røg i offentlig konflikt da Saphe offentligt sendte en meddelelse ud om at Hopper ifølge dem stjal deres data, Hopper afviste anklagerne da man mente at den data Saphe på daværende tidspunkt ikke var ejet af selskabet selv og desuden var offentligt tilgængelig, hvilket fik Saphe til efterfølgende at begrænse den data vist offentligt. Saphe endte også med at fjerne helt deres indsamlet data fra trafikkanter, på offentlige og gratis tjeneste og flyttede alt ind bag Saphe apps brugt til de fysiske alarmer i biler.
Desværre blev Hopper ikke den store succes som Frank Rasmussen og Ib Kunøe havde håbet på og Frank stoppede som direktør i virksomheden i januar 2021 og under et år efter gik Hopper konkurs.

## Wizer
I juni 2021 blev Frank Rasmussen udnævnt som ny driftsdirektør (COO) for fiberselskabet Wizer og indtrådte på samme tid i bestyrelsen som bestyrelsesmedlem.
I samme måned som Frank blev ansat som driftsdirektør, skiftede selskabet navn fra Gigabit til Wizer og fiberselskabet Novomatrix blev opkøbt af Wizer.
Blot et halvt år senere overtog Frank Rasmussen direktør posten i Wizer og erstattede Claus Olsen som var tidligere direktør i Fibia.
Frank Rasmussen var efterfølgende ude og byde øvrige fiber-selskaber op til dans.
I marts 2022, solgte Wizer hele deres fibernetværk til GlobalConnect og ville derefter fokusere på at drive ISP og entreprenør forretningen hvor Wizer skulle grave fiber ned til GlobalConnect.
I april 2023, solgte Wizer sin ISP forretning og ca. 9.000 kunder til Fastspeed, hvor Frank Rasmussen var ude og fortælle om at man i Wizer ikke havde været dygtige nok til at drive ISP forretningen og derfor solgte man.

I et interview med Computerworld i maj 2023, fortalte Frank Rasmussen at omsætningen hos Wizer ville eksplodere fordi man nu kunne fokusere fuldt på sine entreprenøropgaver og uddybende:
"Sidste år var vores eneste indtægt fra vores kundebase. Til gengæld havde vi gigantiske udgifter på at anlægge fibernet. For når det er ens eget fibernet, så er der kun en måde at finansiere det, og det er indtægterne man får fra kunderne" - Frank Rasmussen
Udover at fokusere på at grave fibernet ned, fortalte Frank Rasmussen også at Wizer var i gang med at udvikle en ny SaaS løsning der skal gøre op med de mange manuelle opgaver i entreprenørbranchen og i stedet gøre dem smartere og digitale. Softwareplatformen er særligt rettet mod underentreprenører i fiberbranchen og navnet på SaaS løsningen er ikke offentligt kendt endnu.
Frank annoncerede i slutningen af august 2023, at nu var turen kommet til ham, og at han derfor forlod Wizer. Frank udtalte at han allerede har sit næste projekt i kikkert og glæder sig til at kaste sig over det efter en tiltrængt ferie.

## Bolig•Net
Den 1. februar 2024, indtrådte Frank Rasmussen i BoligNet som ny kommerciel direktør. I pressemeddelelsen fortalte direktør Anders Jørgensen at "Jeg er glad for at kunne byde en kendt Tele Pioneer velkommen til BoligNet" og "Frank Rasmussen, der bl.a. står bag teleselskaber som Image Scandinavia, Telmore, BiBoB og Justfone, er et kendt navn for mange forbrugere. Selskaber der alle har været kendt for en unik kombination af pris / kvalitet"
Kort efter ansættelsen af Frank, offentliggjorde GlobalConnect og BoligNet at man havde indgået i et strategisk samarbejde.
Frank forlod BoligNet ultimo februar.

## iFiber
Den 23. marts 2024, trådte Frank Rasmussen tilbage som iværksætter da han stiftede fiberselskabet iFiber A/S sammen med bagmænd fra hans tidligere Telmore-iværksætter eventyr. 
iFiber ruller gratis fibernet ud til boligforeninger i hele landet på vegne af GlobalConnect.

## Konflikter
Ifbm. salget af teleselskabet Telmore til TDC udbetalte selskabet en bonus til deres ansatte som havde arbejdet hårdt for at gøre selskabet salgsmodent. Der var dog to medarbejdere der ikke var en del af bonusaftalen og som mente at Frank Rasmussen og resten af ejerkredsen var løbet fra et løfte om en større millionbonus til de to ansatte.
Det endte med at den gamle ejerkreds i Telmore blev stævnet og i byretten blev der afsagt dom til fordel for de to medarbejdere, men afgørelsen blev på stedet anket til landsretten, som dog var af en anden overbevisning og kom frem til at selskabet ikke skyldte penge til de to medarbejdere.
Dommen fastslog dermed at der ikke var lovet en bonus til medarbejderne, udover den der allerede var udbetalt. Tvisten drejede sig om 3 millioner kroner.

## Reference
1. ↑  Computerworld: Telmoredirektør ude af Zyxel
2. ↑  "Telenor køber BiBoB". Arkiveret fra originalen 25. oktober 2012. Hentet 15. juni 2014.
3. ↑  TDC køber kundebase af Justfone
4. ↑  "Computerworld: Her er Danmarks rigeste it-folk". Arkiveret fra originalen 14. december 2011. Hentet 17. september 2017.
5. ↑  Frank Rasmussen sælger nul kunder til TDC - MereMobil.dk
6. ↑  "Frank Rasmussen bliver direktør for it-projekt med Ib Kunøe". Arkiveret fra originalen 19. august 2019. Hentet 19. august 2019.
7. ↑  "Arkiveret kopi". Arkiveret fra originalen 17. juni 2023. Hentet 17. juni 2023.
8. ↑  Frank Rasmussen stopper som direktør for trafik-appen Hopper: "Jeg har valgt at træde af som direktør" - Computerworld
9. ↑  Hopper Holding ApS (tidl. Hopper ApS) er under konkurs
10. ↑  Gigabit dropper navnet - nu skal selskabet hedde Wizer: Og det er der særlige grunde til, fortæller direktør Claus Østergaard Olesen - Computerworld
11. ↑  Wizer køber fiberselskab
12. ↑  Frank Rasmussen vil kæmpe med de store fiberselskaber
13. ↑  GlobalConnect køber Wizers fibernetværk for mere end 100 millioner kroner: Wizer-CEO Frank Rasmussen og co bliver underleverandører - Computerworld
14. ↑  Bundærlig Frank Rasmussen om Wizers frasalg til Fastspeed: Det fungerede ikke før - Computerworld
15. ↑  Sådan skal Wizers forretning drives efter stort frasalg: Omsætningen kommer til at eksplodere - Computerworld
16. ↑  Frank Rasmussen forlader Wizer: “Så blev det min tur” - Computerworld
17. ↑  "Arkiveret kopi" (PDF). Arkiveret fra originalen (PDF) 13. februar 2024. Hentet 13. februar 2024.
18. ↑  "Arkiveret kopi" (PDF). Arkiveret fra originalen (PDF) 13. februar 2024. Hentet 13. februar 2024.
19. ↑  https://datacvr.virk.dk/enhed/virksomhed/44718057?fritekst=iFiber&sideIndex=0&size=10
20. ↑  iFiber – Gratis fibernet
21. ↑  Computerworld – Telmore snød ansatte for million-bonus
22. ↑  Computerworld – Telmore anker dom om millionerstatning